# Iglesia de San Marcial (Marrachí)

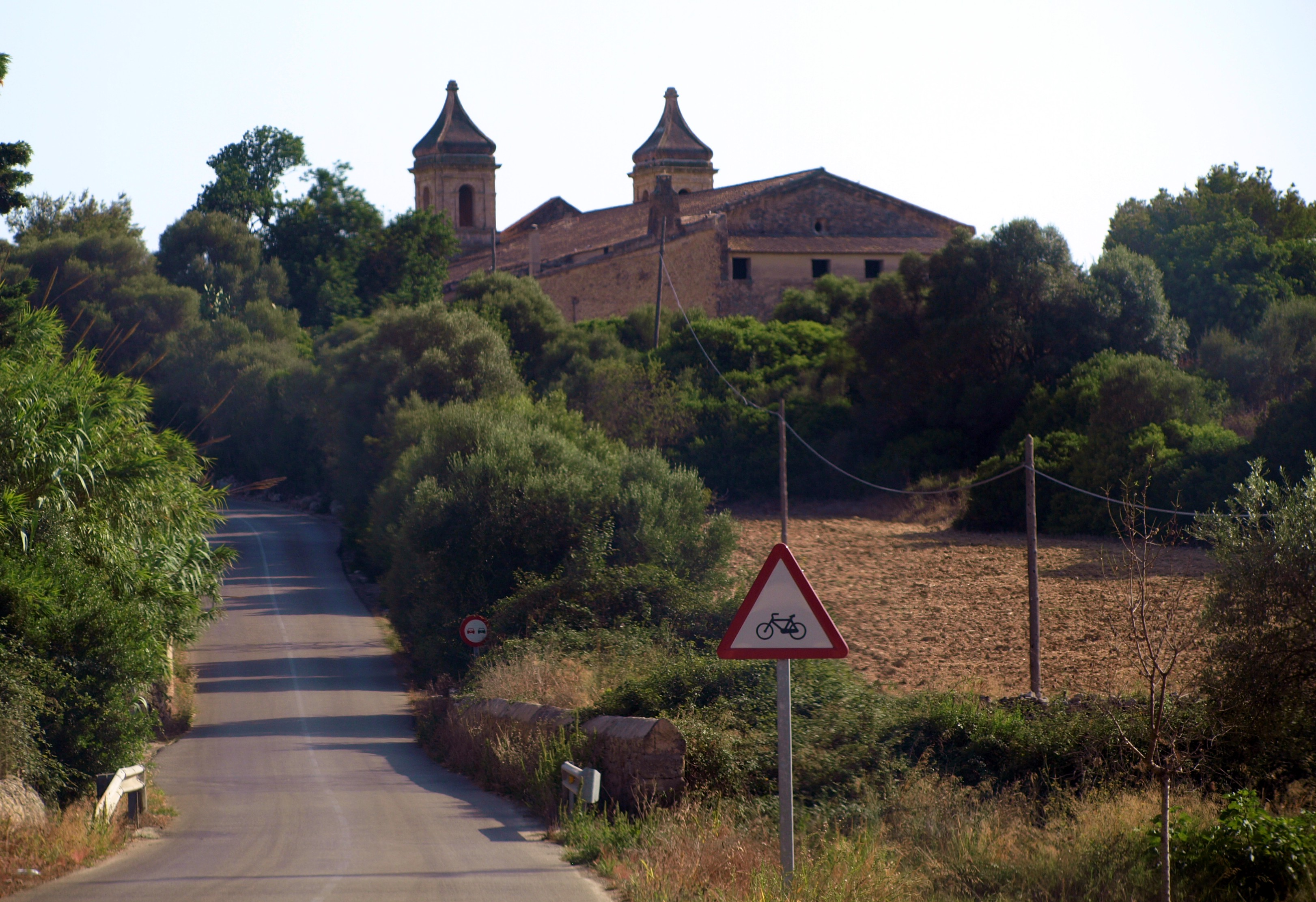
San Marcial viniendo de Marratxinet

En sus comienzos la parroquia se conocía como Santa María de Marrachí, situada en la Plaza Pedro de Verí, La Cabaneta, Marrachí, Mallorca, Islas Baleares. Fue fundada en el siglo XIII, restaurada en 1699 pero posteriormente sufrió grandes daños durante el terremoto de 1851, y fue reconstruida al estilo renacentista, contiene un altar de estilo barroco que merece consideración. Está dedicada a San Marcial, que es el santo patrón de Marrachí. 
San Marcial es el 30 de junio. La Feria del Barro o Fira del Fang se celebra cada año cerca de la iglesia de San Marcial de La Cabaneta, Marrachí, en carpas montadas para la ocasión, entre los días 5 y 13 de marzo.
Peregrinos que llegaban a la iglesia en esas fechas pedían al santo que aliviase dolores reumáticos, portaban una ramita de albahaca y llenaban las cantimploras con el agua que se encontraba allí para protegerse contra dolores de garganta para el año siguiente. La iglesia está llena de enormes macetas de hortensias. Son sembradas y cuidadas por las generaciones de las mismas familias. Las hortensias de Marrachí son muy famosas en toda la isla y los esquejes son muy preciados. La local tradición dicta que estas plantas solo se deben podar el 25 de octubre, día de San Crispín.

## La leyenda de San Marcial
Cuenta la leyenda de San Marcial que era uno de los setenta y dos Discípulos de Cristo, hizo milagros como devolver a la vida un muerto con solo tocarlo con una vara que le entregó San Pedro. También, se dice que estuvo presente en el Levantamiento de Lázaro, en la Última Cena y en muchos de los grandes eventos del Nuevo Testamento. Lo único que se sabe de él es que fue un Obispo de Limoges en el siglo tercero, uno de los siete obispos mandados de Roma. Al parecer fue acompañado por dos curas, Alpinianus y Austriclinienus. Convirtió al Cristianismo a los habitantes de Limoges, y una abadía y una biblioteca se construyeron alrededor de su tumba.

## Historia
La parroquia de Marrachí aparece ya citada en 1248 en la bula que el papa Inocencio IV expidió a favor de todas las iglesias de Mallorca, bajo el nombre de Sanctae Mariae de Barraxi. Un documento de 1477 revela que en aquella época había cambiado de titular y estaba bajo la advocación de San Marcial. A mediados del siglo XV la iglesia fue trasladada a un terreno cedido por la familia Verí, donde se emplaza la iglesia actual, la cual se inició en 1698 bajo las órdenes de Lluc Mesquida por recomendación episcopal y finalizó, ya en el siglo XIX, con la construcción de los campanarios. La fachada principal es posterior, fue reconstruida a mediados del siglo XIX ya que resultó dañada en el terremoto de 1851 y presenta un cuerpo central flanqueado por las dos torres campanario. La planta sigue la tradición del gótico y consta de una única nave con capillas laterales y ábside semicircular en el interior. La cubierta es de bóveda de cañón y aparece en ella la inscripción de 1714, fecha en la que se concluyeron las obras.
En la nave derecha encontramos la capilla de San José. Esta alberga un retablo barroco, en cuyo ático aparece un escudo con la flor de lis y una pintura de San Miguel; la talla titular, de San José, se encuentra acompañada por San Sebastián y Santa Bárbara; en la parte inferior encontramos una inscripción con la fecha de construcción: 1754.
La zona inferior del presbiterio está ornamentada con cerámicas napolitanas, colocadas en el siglo XVI, que representan milagros de San Marcial. El retablo mayor se doró con dos mil panes de oro e intervino el escultor Joan Deyà en su traza. La talla del titular de la iglesia, que fue el primer obispo de Limoges (en el siglo III), aparece ataviada con el báculo y la mitra obispal.
A la izquierda del altar mayor se sitúa la capilla de la Mare de Déu del Roser, cuya talla pertenece a la tipología de virgen-rosario, con un espacio interno para la custodia de la Eucaristía. A continuación pasamos por la capilla de San Antonio Abad, con un retablo de 1843. La siguiente capilla, más profunda, presenta el escudo de armas de los Verí, promotora de la capilla.